# Martin Karrer
Martin Karrer (* 7. September 1954 in Weißenburg in Bayern) ist ein deutscher evangelischer Theologe und emeritierter Professor für das Neue Testament.
Von 1972 bis 1979 studierte Karrer evangelische Theologie und Germanistik 1980 erwarb er den Magistergrad in Evangelischer Sozialethik. 1983 erfolgte die Promotion an der Universität Erlangen im Fach Neues Testament durch eine Studie über die Johannesoffenbarung. 1988 wurde er im Fach Neues Testament aufgrund einer Studie zum Messiastitel habilitiert. 
Vom 1. April 1990 bis zur Emeritierung 2020 war Martin Karrer ordentlicher Professor für Neues Testament an der Kirchlichen Hochschule Wuppertal. Deren Rektor bzw. Prorektor war er in den Jahren 1993/1994 und 2002/2003, Rektor bzw. Prorektor der fusionierten Kirchlichen Hochschule Wuppertal/Bethel 2008/2009, 2014/15 und 2018. Das Institut für Septuaginta und neutestamentliche Textforschung an dieser Hochschule leitete er von 2009 bis 2020 gemeinsam mit Siegfried Kreuzer. 
Martin Karrer lehnte 1995 einen Ruf an die Universität Mainz ab. 1996, 2001, 2009 und 2013 nahm er Gastprofessuren im Studienjahr der Dormitio, Jerusalem wahr. Von 2006 bis 2017 war er Research Associate der Universität Pretoria, Südafrika. 
Er forschte über Christologie, Auslegung und Edition neutestamentlicher Schriften (bes. Hebräerbrief, Apokalypse) und Ästhetik. Er leitete Forschungsprojekte zur Septuaginta und zur neutestamentlichen Textforschung; die Editio Critica Maior der Apokalypse erschien 2024.

## Mitarbeit in Institutionen
- Seit 1998 ist Karrer Mitglied des Herausgebergremiums der Zeitschrift Kerygma und Dogma.
- Von 1999-2012 und 2016-2020 gehörte er dem Kuratorium der Evangelischen Fachhochschule Rheinland-Westfalen-Lippe in Bochum an.
- Von 1999 bis 2019 leitete er zusammen mit Wolfgang Kraus die Septuaginta-Arbeitsstelle an der Kirchlichen Hochschule Wuppertal und den Universitäten Koblenz bzw. Saarbrücken.
- Von 2001 bis 2019 war er Mitglied des Wissenschaftlichen Beirats des Konfessionskundlichen Instituts des Evangelischen Bundes in Bensheim.

## Auszeichnungen
2004 und 2007 erhielt Karrer den Wissenschaftspreis der Deutschen Zahnärztlichen Zeitschrift für Beiträge zur Ästhetik und Ethik.

## Bücher
- Jesus Christus im Neuen Testament (Grundrisse zum Neuen Testament; 11). Vandenhoeck & Ruprecht: Göttingen 1998 (spanisch 2002, italienisch 2011).
- Der Brief an die Hebräer (Ökumenischer Taschenbuch-Kommentar zum Neuen Testament 20/1-2), Gütersloher Verlagshaus: Gütersloh 2002/2008.
- Septuaginta Deutsch. Das griechische Alte Testament in deutscher Übersetzung (hgg. zusammen mit Wolfgang Kraus), Deutsche Bibelgesellschaft: Stuttgart 2009, 2. Aufl. 2010; Erläuterungen und Kommentare, 2 Bde., Deutsche Bibelgesellschaft: Stuttgart 2011.
- Textual History and the Reception of Scripture in Early Christianity. Textgeschichte und Schriftrezeption im frühen Christentum (hgg. zusammen mit Johannes de Vries), Society of Biblical Literature Septuagint and Cognate Studies 60, Society of Biblical Literature: Atlanta 2013.
- Die Offenbarung des Johannes, Teil 1, 1,1-5,14 (Evangelisch-Katholischer-Kommentar Band 24/I). Patmos: Ostfildern 2017.
- Der Codex Reuchlins zur Apokalypse: Byzanz – Basler Konzil – Erasmus (Hg.), Manuscripta Biblica 5, de Gruyter: Berlin. Boston 2020.
- Die Offenbarung / Revelation, Novum Testamentum Graecum Editio Critica Maior VI, 4 Bde. (hgg. zusammen mit Darius Müller, Marcus Sigismund, Holger Strutwolf, Annette Hüffmeier, Greg Paulson), Deutsche Bibelgesellschaft: Stuttgart 2024.